# Soultz-les-Bains
Soultz-les-Bains je občina v departmaju Bas-Rhin francoske regije Alzacija.
Leta 1990 je v občini živelo 654 oseb oz. 184 oseb/km².